# SEMA7A
 (juillet 2016).
Si vous disposez d'ouvrages ou d'articles de référence ou si vous connaissez des sites web de qualité traitant du thème abordé ici, merci de compléter l'article en donnant les références utiles à sa vérifiabilité et en les liant à la section « Notes et références ».
Sémaphorine 7A,  membrane d'ancrage GPI (John Milton Hagen groupe sanguin) (SEMA7A) également connu sous le nom CD108 (Cluster de Differentiation 108), est codé par un gènes présent chez l'homme, le gène SEMA7A.

## La génétique
Cette protéine est connue pour avoir huit variantes dans la région extracellulaire: sept se trouvent dans le domaine Sema et une au sein du domaine PSI. Le gène est présent dans le chromosome no 15 de l'homme.

## Biologie moléculaire
Cette protéine forme des dimères.